# Kreis Sonneberg
Der Kreis Sonneberg war ein Landkreis im Bezirk Suhl der DDR. Von 1990 bis 1994 bestand er als Landkreis Sonneberg im Land Thüringen fort. Sein Gebiet liegt heute im Landkreis Sonneberg in Thüringen. Der Sitz der Kreisverwaltung befand sich in Sonneberg.

## Geographie

### Nachbarkreise
Der Kreis Sonneberg grenzte im Uhrzeigersinn im Norden beginnend an die (Land-)Kreise Neuhaus, Kronach, Coburg und Hildburghausen.

## Geschichte
Der Kreis Sonneberg wurde bei der Verwaltungsreform von 1952 gebildet. Er gehörte dem ebenfalls am 25. Juli 1952 gebildeten Bezirk Suhl an. Er bestand aus dem größeren Teil des alten Landkreises Sonneberg, der kleinere Teil im Norden des Altkreises kam zum Kreis Neuhaus am Rennweg. Der Kreis Sonneberg grenzte im Hinterland bis 1990 an den Kreis Hildburghausen, im Oberland an den Kreis Neuhaus und im Unterland an die Kreise Kronach (Bayern) und Coburg (Bayern). Der Kreis Sonneberg lag mit Ausnahme des nördlichen Oberlandes um die Stadt Steinach komplett im Grenzsperrgebiet der DDR, in dem man für Besuche eine staatliche Genehmigung, das heißt einen Passierschein brauchte. Neben Sonneberg und Steinach war Schalkau im Hinterland die dritte Stadt im Kreis.
Trotz seiner Grenzlage war der Kreis Sonneberg hoch industrialisiert. Hier gab es in fast allen Orten größere Fabrikanlagen. Hergestellt wurden vor allem Glas-, Holz- und Spielwaren, jedoch lag die volle industrielle Blüte des Kreises schon in der Zeit vor 1945.
Der Kreis Sonneberg war der südöstlichste Kreis im Bezirk Suhl und der Kreis mit der höchsten Bevölkerungsdichte. Er war im Norden vom Thüringer Schiefergebirge und im Süden vom sogenannten „Sonneberger Hinterland“, einer Hügellandschaft, geprägt.
Auch im Kreis Sonneberg gab es Orte, die so dicht an der innerdeutschen Grenze lagen, dass sie geräumt und abgetragen wurden. In Heinersdorf im Tettautal wurde sogar eine Mauer gebaut, die die Einwohner an der Flucht in den Westen hindern sollte. Dies geschah unter anderem, nachdem 400 Einwohner des Ortes auf einmal in den Westen geflohen waren.
Am 17. Mai 1990 wurde aus dem Kreis der Landkreis Sonneberg. Ab dem 3. Oktober 1990 gehörte der Landkreis Sonneberg zum neu gebildeten Bundesland Thüringen. Er bekam das Kfz-Zeichen SON und wurde mit Wirkung vom 1. Juli 1994 im Rahmen der Thüringer Kreisgebietsreform mit großen Teilen des Landkreises Neuhaus zum neuen Landkreis Sonneberg vereinigt. Kreisstadt blieb Sonneberg.

## Gemeinden
Dem Kreis Sonneberg gehörten die folgenden Gemeinden an:
| - Almerswind - Bachfeld - Effelder - Ehnes 1 ab 1984 - Eichitz 2 - Emstadt - Eschenthal - Föritz - Gefell - Grümpen - Haselbach - Hasenthal - Heinersdorf | - Heubisch - Hönbach 3 - Hüttengrund - Jagdshof - Judenbach - Katzberg - Liebau 4 - Mausendorf - Mengersgereuth-Hämmern - Meschenbach - Mupperg - Neuenbau - Neuhaus-Schierschnitz | - Rabenäußig - Rauenstein - Roth - Rotheul - Rückerswind - Schalkau, Stadt - Seltendorf - Sichelreuth - Sonneberg, Stadt - Steinach, Stadt - Theuern - Truckenthal - Unterlind |

## Politik
Vorsitzende des Rates des Kreises Sonneberg waren:
- 1952–1960: Olga Brückner (SED)
- 1960–1969: Otto Sollmann (SED)
- 1969–1979: Karl Greiner (SED)
- 1979–1983: Harry Müller (SED)
- 1983–1989: Gerhard Stier (SED)
- 1989–1990: Gunter Scheler (parteilos)

Nach der freien Kommunalwahl 1990 wurde ein Landrat, Detlef Weise (CDU), aus dem neuen Kreistag gewählt und übte sein Amt bis 1994 aus.

## Kfz-Kennzeichen
Den Kraftfahrzeugen (mit Ausnahme der Motorräder) und Anhängern wurden von etwa 1974 bis Ende 1990 dreibuchstabige Unterscheidungszeichen, die mit den Buchstabenpaaren OS, OT und OU begannen, zugewiesen. Die letzte für Motorräder genutzte Kennzeichenserie war OZ 40-01 bis OZ 60-00.
Anfang 1991 erhielt der Landkreis das Unterscheidungszeichen SON.